# Kiowa Apači
Kiowa Apači (Náʼįįsha, Náʼęsha, Na´isha, Naʼisha, Naʼishandine, Na-i-shan-dina, Na-ishi, Na-e-ca, Nąʼishą́, Nadeicha, Nardichia, Nadíisha-déna, Naʼdíʼį́shą́ʼ, Nądíʼįįshąą, Naisha) ali tudi Prerijski Apači (Plains Apache), majhno pleme Athapaskan Indijancev iz skupine Apačev, ki je v 19. stoletju potovalo z Kiowa Indijanci po današnji jugozahodni Oklahomi in območju Penhandle v Teksasu. Sami sebe imenujejo "Naishandina" ali po Swantonovi različici ali ortografiji Nadíisha-déna. Kiowa Apači so imeli tipično prerijsko kulturo, podobno Kiowam, s katerimi so živeli. Danes živijo s Kiowami v Oklahomi. 

## Ime
Ime Kiowa Apači izvira iz imena Kiowa Indijancev (s katerimi so bili združeni) in njihove etnične in jezikovne pripadnosti Apačem. Pri zgodnjih popotnikih in plemenih, s katerimi so prišli v stik, najdemo zanje številna imena. Običajno ime zanje je bilo Prairie Apaches (Prerijski Apači), ker so živeli na preriji. Kiowa Indijanci so jih pogosto imenovali Semat, kar pomeni 'tatovi', razlog je mogoče ugibati, vendar so jih Kiowe in Komanči imenovali tudi Essequeta, najzgodnejše ime Kiowa pa je Tagúi. 
Obstaja tudi ime Kiowa K'á-pätop ('brusilci nožev'), ki nam razkriva pomemben etnografski podatek, saj ga potrjuje tudi ime Šajenov Mûtsíana-täníu, kar pomeni brusilni kamen (oziroma 'ljudje brusilnega kamna'). Kiowa Indijanci ne skoparijo z imeni za to apaško skupino, eno izmed njih je tudi Sádalsómte-k`íägo ali 'ljudje podlasice'. Sami sebe Kiowa Apači imenujejo Nadíisha-déna ('naši ljudje'). V literaturi so jih imenovali tudi z imeni Bad-hearts (Long, 1823), možen prevod zelo pogostega imena Kaskaias. Znano je tudi pogosto ime Gataka, ki so jim ga dali Pawnee Indijanci in se prvotno glasi Gáta'ka. Indijanci Omaha in Ponca, ki so bili pogosto v stiku s plemenom Pawnee, so to ime prevzeli od njih, kar je očitno, in ga spremenili v Gû'ta'k. Manj znana imena so: Tágukerish, ime Indijancev Pecos za vse Apače, tudi zanje. Enako velja za ime pueblo plemena Jemez Tâ'gugála; Kisínahis (Kichai), Gina's (Wichita).

## Zgodovina
Kiowa Apači so athapaskanska jezikovna skupina, ki se je od matičnih Athapaskov ločila, preden so zapustili Skalno gorovje, najverjetneje nekje v Montani. S severa na jug so prišli s Kiowami in zgodnji francoski raziskovalci so jih imenovali z imenom Pawnee Ga ta'ka. Leta 1682 jih la Salle imenuje Gattacka in jih omenja v zvezi s prodajo konj Indijancem Pawnee. La Harpe jih 1719. navaja kot "Quataquios" in pravi, da živijo ob reki Arkansas v sosedstvu Tawakonov. Lewis in Clark jih 1805. najdeta na "Black Hillsu" s Kiowami. 
Kiowa Apači so bili majhna skupina, obkrožena s sovražnimi plemeni in zaradi zaščite so se pridružili Kiowam, njihov jezik je bil Kiowam popolnoma tuj. Skozi zgodovino so Kiowa Apači ohranili svoj jezik in le malo starejših oseb je znalo kakšno kiowa besedo, sporazumevali so se z znakovnim (prerijskim) jezikom. Če izvzamemo jezik, se Kiowa Apači skoraj niso razlikovali od Kiow. Bili so travois-nomadi, lovci na bizone in so prebivali v tepee-šotorih. Skupaj s Kiowami so sodelovali pri praznovanju Sončnega plesa v krožnem taboru med bandami Kingep in Kongtalyui Kiow. Leta 1837. so Kiowa Apači podpisali svojo prvo pogodbo z Združenimi državami v Fort Gibsonu in od takrat jih vodijo kot del Kiow. Le kratek čas od 1865. do 1867. so se Kiowa Apači ločili od Kiow, razlog je bila bojevitost Kiow proti belcem. 
Vse se je začelo leta 1853, ko so bili omenjeni kot bojevita skupina, ki je tavala po dolini reke Canadian in se ji je pogosto pridružila plemena Komančev. To je verjetno privedlo do akcije, ki so jo leta 1864 izvedle čete Christopherja (Kita) Carsona v bitki, znani kot "prva bitka pri Adobe Wall]]s, v kateri je bil ubit komanški poglavar Iron Shirt in zažgani so bili šotori vasi, katere poglavar je bil kiowski poglavar Dohäsan. Vas je imela okoli 150 šotorov, naseljenih s Kiowami in Kiowa Apači. Leta 1865 je bila podpisana pogodba Treaty of Little Arkansas, s katero Kiowe niso bile zadovoljne. To je Kiowe spodbudilo k globokemu sovraštvu do Američanov, Kiowa Apači pa so se ločili od Kiow in se pridružili Šajenom. Z novo pogodbo Medicine Lodge Treaty (oktobra 1867) so se Kiowa Apači spet vrnile k svojim starim zaveznikom. Miroljubni poglavar Pacer je leta 1872 obiskal Washington in promoviral mir med plemeni v rezervatu Kiowa-Comanche v Oklahomi. Za Kiow Apače je kvekerski učitelj A. J. Standing ustanovil prvo šolo. Njihovi današnji potomci (1000 v poznem 20. stoletju) živijo v Oklahomi blizu Fort Cobba v okrožju Caddo.

## Življenje in običaji
Kiowa Apači so eno od tipičnih prerijskih plemen: nomadi (travois in konj) in lovci na bizone; Ples Sonca, kulturno zelo sorodni Kiowam.
Njihov znani flavtist je Andrew Vasquez.

## Demografija
| Leto | Vir           | Število | Opombe                                   |
| 1805 | Lewis & Clark | 300     | ocena                                    |
| 1871 | neznano       | 378     | -                                        |
| 1875 | Cenzus        | 344     | -                                        |
| 1889 | Cenzus        | 349     | -                                        |
| 1896 | Cenzus        | 208     | po epidemiji ošpic leta 1892             |
| 1910 | Cenzus        | 139     | -                                        |
| 1930 | Cenzus        | 184     | -                                        |
| 1937 | Cenzus        | 340     | verjetno prek porok s sosednjimi plemeni |

## Poglavarji in vodje
- Gonkon (Gonkan – "Ostaja v svojem tipiju", "Brani svoj tipi"; bolj znan kot Apač John, podpoglavar Kiowa Apačev in brat poglavarja Essa-quete, najpomembnejšega voditelja med zadnjim odporom in prvim obdobjem rezervata, je bil leta 1898 izvoljen za visokega poglavarja kot naslednik Tsayaditl-tija.)
- Essa-queta ("Sivi orel", tudi Pay-Sus – "tisti, ki hodi"; bolj znan kot Pacer ali Peso, ok. *? - †1875; Essa-queta je pripadal mirovni frakciji znotraj plemena in je med vojno na Rdeči reki (1874 do 1875) prepričal večino Kiowa Apačev, da ostanejo v rezervatu)[5]
- Koon-Ka-Zachey (tudi: Koon-Kah-Za-Chy ali Kootz-Zah – "Cigara", ok. *? - †1927)
- Si-tah-le ("Ubogi, nesrečni volk")
- Oh-ah-te-kah ("Ubogi, nesrečni medved")
- Ah-zaah ("Prerijski volk", "Kojot")
- Tsayaditl-ti (tudi: Ta-Ka-I-Tai-Di, Da-Kana-Dit-Ta-I ali Takaitaidi – "Beli mož"; bolj znan kot Poglavar belih mož, ok. *1830 - †1900, nasledil Essa-queto kot poglavar leta 1875.)
- Daha (Taw-haw, poglavar in eden od voditeljev med drugim gibanjem Ples duhov leta 1891.)
- Daveko (Davako ali Däveko – "Prepozna sovražnike", ok. *1818 - †1898, vodilni zdravilec, ki so se ga bali Kiowa-Apači)